# UnixWare
UnixWare est un système d'exploitation de type UNIX maintenu par la société SCO.
Toutes les versions d’UnixWare incorporent une part significative de logiciels open source : BIND/X11/Sendmail/DHCP/Perl (langage)/Tcl/Tk, etc. Les dernières versions y ont apporté de nouvelles applications open-source comme Apache, Samba, MySQL, PostgreSQL, OpenSSH et Mozilla.
Toutes les versions du système d'exploitation SCO qui contiennent UnixWare comportent aussi nombre de logiciels open source téléchargeables gratuitement via le site SCO Skunkware,